# Hypnum macrogynum
Hypnum macrogynum är en bladmossart som beskrevs av Bescherelle 1892. Hypnum macrogynum ingår i släktet flätmossor, och familjen Hypnaceae. Inga underarter finns listade i Catalogue of Life.